# Wilhelm Vischer (Historiker)

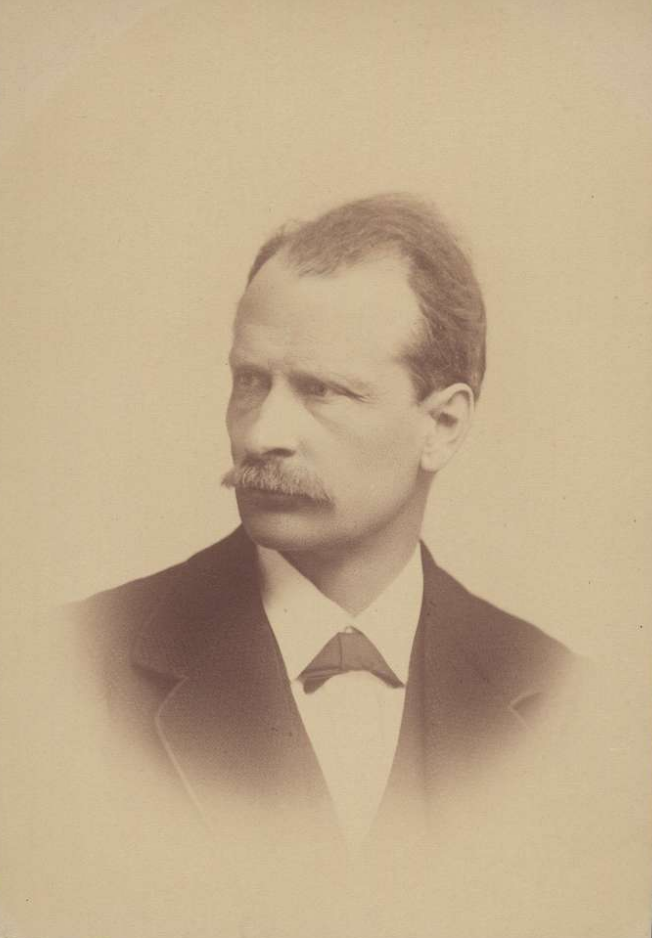
Wilhelm Vischer-Heussler

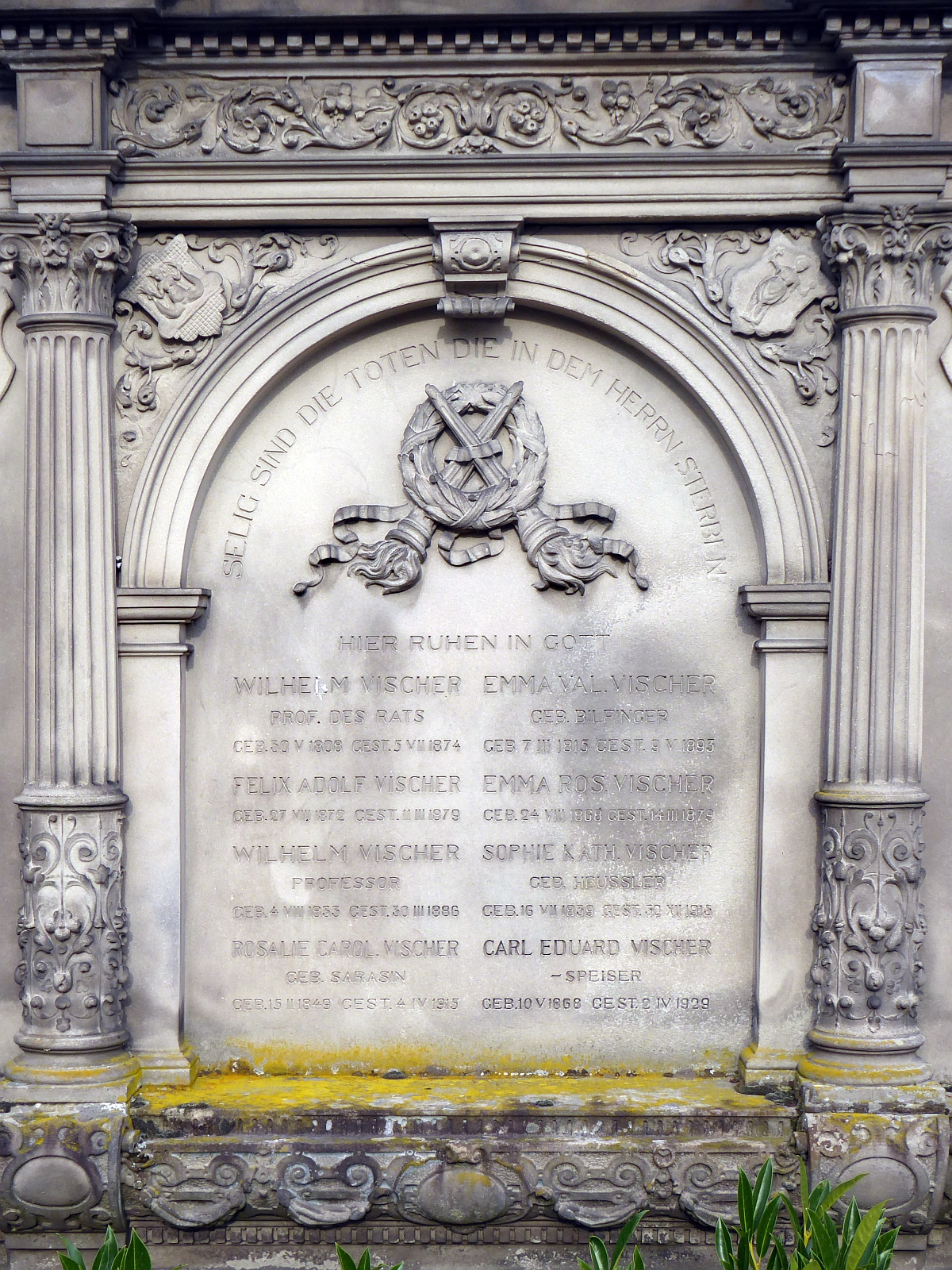
Grab auf dem Wolfgottesacker

Wilhelm Vischer (selten auch Wilhelm Vischer-Heußler oder Wilhelm Vischer der Jüngere; * 4. August 1833 in Basel; † 30. März 1886 ebenda) war ein Schweizer Historiker und Politiker.

## Leben
Vischer war ein Sohn des Altphilologen und Basler Ratsherren Wilhelm Vischer-Bilfinger. Er studierte zunächst Theologie an den Universitäten in Basel und Bonn. Anschliessend widmete er sich dem Studium der Geschichte an den Universitäten in Berlin und Basel. In Basel wurde er 1856 zum Dr. phil. promoviert, bevor er sich dort 1857 habilitierte und Privatdozent wurde. Ausserdem war er in dieser Zeit Lehrer am Pädagogium Basel. 1862 wechselte er als Privatdozent an die Universität Göttingen.
Vischer kehrte 1866 zurück nach Basel. Dort wurde er Oberbibliothekar an der Universitätsbibliothek Basel. Diese Stellung hatte er bis 1871 inne. Bereits 1867 wurde er ausserordentlicher Professor, schliesslich 1874 ordentlicher Professor für Schweizer Geschichte an der Basler Universität. 1877 hatte er das Amt des Rektors der Universität inne. Er war lange Jahre Präsident der Historischen Gesellschaft von Basel und war der Initiator und Herausgeber der ersten Bände der Basler Chroniken.
In der Allgemeinen Geschichtsforschenden Gesellschaft der Schweiz nahm er eine herausgehobene Stellung ein. Ausserdem gehörte er zu den Autoren der Allgemeinen Deutschen Biographie.
Vischer war ein konservativer Politiker. Er sass von 1874 bis 1886 im Grossen Rat der Stadt Basel und gehörte 1875 zu den Mitgründern des protestantischen und konservativen Eidgenössischen Vereins, dessen Präsident er 1885/1886 war. Zudem wurde er Mitherausgeber der Allgemeinen Schweizer Zeitung, die 1873 als Gegengewicht zu den radikalen Basler Nachrichten gegründet worden war. Er wurde 1874 in den Kirchenrat gewählt und wirkte ausserdem in der Synode mit.
Vischer wurde 1876 durch die Basler Universität mit Ehrendoktorwürde (Dr. iur. h.c.) ausgezeichnet. Er wurde auf dem Wolfgottesacker in Basel beigesetzt.
Der Theologe Eberhard Vischer war sein Sohn.

## Werke (Auswahl)
- Geschichte des schwäbischen Städtebundes der Jahre 1376–1389, Dieterich, Göttingen 1861.
- Die Sage von der Befreiung der Waldstädte, Vogel, Leipzig 1867.
- Basler Chroniken, 3 Bände, Hirzel, Basel 1872–1887.
- Das Urner Spiel vom Wilhelm Tell, Schultze, Basel 1847.